# جشنواره فیلم تریسته
جشنواره فیلم تریسته (انگلیسی: Trieste Film Festival) یک جشنواره فیلم است که در سال ۱۹۸۹ بنیان‌گذاری شد و هر سال در هفتهٔ سوم ژانویه در شهر تریسته ایتالیا برپا می‌شود و از آن هنگام یکی از جشنواره‌های پیشگام سینمای اروپای مرکزی و شرقی در ایتالیا شده‌است.